# Werner Rollow
Werner Rollow (* 7. August 1937 in Naumburg) ist ein deutscher Grafiker, Cartoonist und Karikaturist.

## Leben und Werk
Rollow absolvierte ab 1952 eine Lehre als Gebrauchswerber und arbeitete in seinem Beruf, von 1959 bis 1972 als Werbeleiter des volkseigenen Kosmetikunternehmens Florena in Waldheim. Danach arbeitete er in Waldheim als freischaffender Künstler, vor allem als Karikaturist, u. a. für Zeitungen und Zeitschriften wie den Eulenspiegel. Rollow war bis 1990 Mitglied des Verbandes Bildender Künstler der DDR.
Rollow hatte eine große Zahl von Einzelausstellungen und Ausstellungsbeteiligungen. In der DDR war er u. a. 1977/78, 1982/83 und 1987/88 in Dresden auf der VIII. bis X. Kunstausstellung der DDR vertreten. Er wurde mit mehreren internationalen Cartoon-Preisen geehrt.

## Werke

### Karikaturen
- Napoleon[1]
- o. T. /Frosch (1985)[2]

### Buchpublikationen mit Cartoons Rollows
- Karl Zumpe: Res severa est – Verum Gaudium – Gewandhaus zu Leipzig – Gewandhausanekdoten. Gewandhaus Leipzig, 1986
- Säxografische Cartoons. Eulenspiegel-Verlag, Berlin, 1990
- Eingriffe. R & P Verlag, Waldheim, 1998